# Nhà Haas

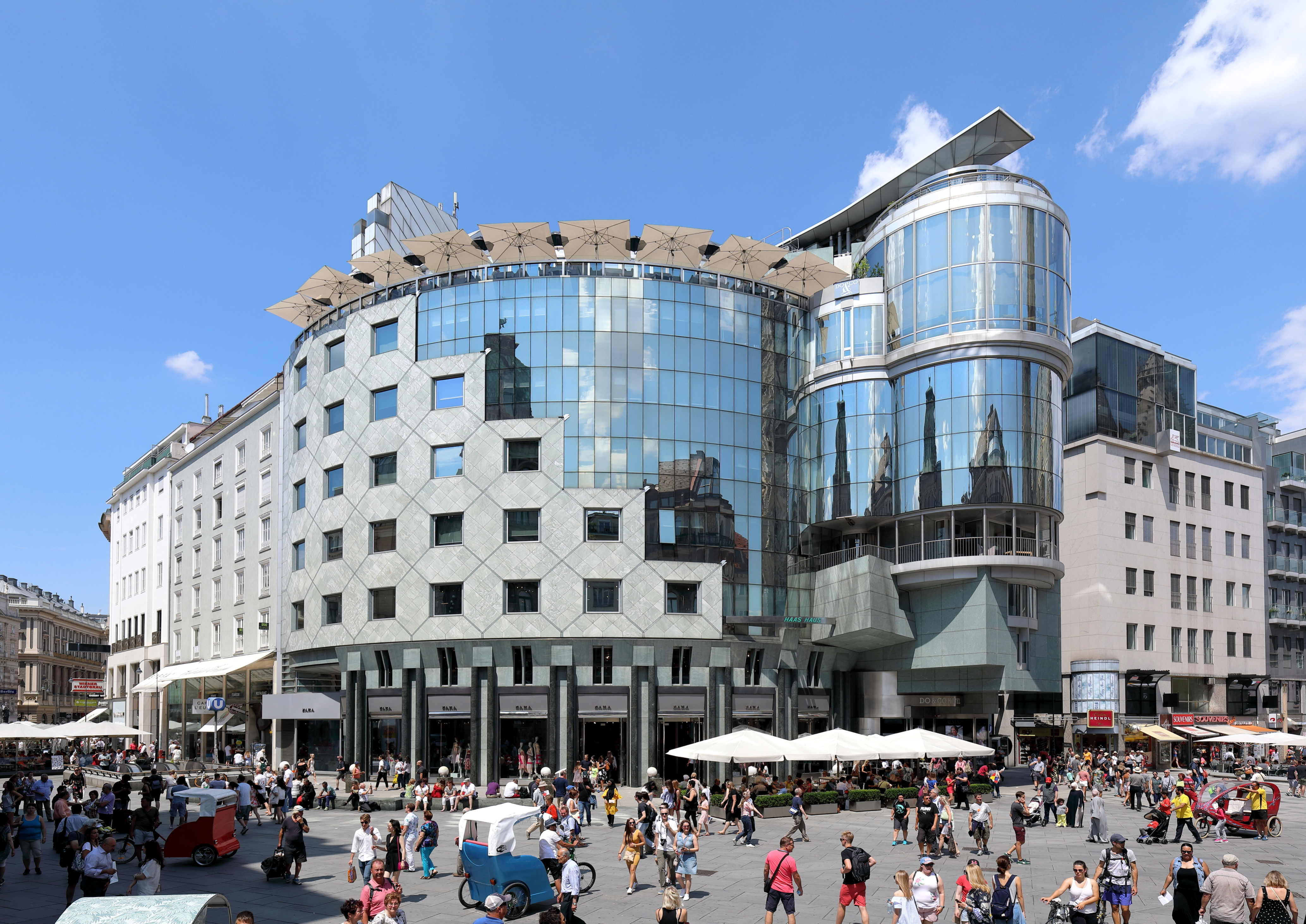
Nhà Haas tại Viên, Áo.

Nhà Haas là một tòa nhà nằm ở Stock-im-Eisen-Platz, Viên, Áo. Công trình được thiết kế bởi kiến trúc sư Hans Hollein mang phong cách kiến trúc hậu hiện đại, được hoàn thành vào năm 1990. Công trình được sử dụng làm nhà hàng và cửa hàng bán lẻ. Tuy nhiên, nó lại là công trình gây tranh cãi do sự tương phản với Nhà thờ Thánh Stephen cổ kính gần đó.